# Michael Prins
Michael Prins (Streefkerk, 14 december 1985) is een Nederlandse singer-songwriter. Hij brak eind juli 2013 door toen hij het tweede seizoen van het televisieprogramma De beste singer-songwriter van Nederland won. Hij versloeg in de finale een van de publiekslievelingen Maaike Ouboter.
Prins groeide op in Streefkerk en woont in Schiedam. Hij stond voor het eerst op het podium in de Ierse pub Paddy Murphy's in Rotterdam, ook speelde hij vier jaar lang elke donderdagavond in het Rotterdamse café Hemingway.

## Deelname DBSSW
Prins deed in 2013 mee aan het tweede seizoen van De beste singer-songwriter van Nederland. Zijn auditie met het nummer Close to you, wist direct bij jurylid Eric Corton de gevoelige snaar te raken. Het nummer was direct na de uitzending eind mei verkrijgbaar als download, waarna het binnen enkele dagen de downloadcharts bereikte. Hij groeide gedurende het seizoen uit tot een van de favorieten en won op 29 juli uiteindelijk de finale in het Paard van Troje in Den Haag. Prins volgde daarmee Douwe Bob op, die zich in 2012 de beste singer-songwriter mocht noemen.
Zijn eerste album, dat Rivertown Fairytales heet, is op woensdag 23 oktober 2013 gepresenteerd in Het Patronaat in Haarlem. In 2016 was hij gastartiest bij de nationale herdenkingsconcert Bridge to Liberation Experience.

## Discografie

### Albums
| Album met eventuele hitnotering(en) in de Nederlandse Album Top 100 | Datum van verschijnen | Datum van binnenkomst | Hoogste positie | Aantal weken | Opmerkingen |
| ------------------------------------------------------------------- | --------------------- | --------------------- | --------------- | ------------ | ----------- |
| Rivertown fairytales                                                | 2013                  | 02-11-2013            | 7               | 19           |             |
| A Dreamers dream Is Forever To Be Yours                             | 2015                  | 16-05-2015            | 10              | 6*           |             |
| It's Murder, Guilty On Killing Sweet Emotion                        | 2017                  |                       |                 |              |             |

| Album met hitnotering(en) in de Vlaamse Ultratop 200 albums | Datum van verschijnen | Datum van binnenkomst | Hoogste positie | Aantal weken | Opmerkingen |
| ----------------------------------------------------------- | --------------------- | --------------------- | --------------- | ------------ | ----------- |
| Rivertown fairytales                                        | 2013                  | 09-11-2013            | 182             | 1            |             |

### Singles
| Single met eventuele hitnotering(en) in de Nederlandse Top 40 | Datum van verschijnen | Datum van binnenkomst | Hoogste positie | Aantal weken | Opmerkingen                                      |
| ------------------------------------------------------------- | --------------------- | --------------------- | --------------- | ------------ | ------------------------------------------------ |
| Close to you                                                  | 28-05-2013            | 08-06-2013            | 23              | 3            | Nr. 7 in de Single Top 100                       |
| A fool's pride                                                | 27-07-2013            | -                     |                 |              | met Maaike Ouboter / Nr. 15 in de Single Top 100 |
| Poor boys blues                                               | 03-08-2013            | -                     |                 |              | Nr. 78 in de Single Top 100                      |
| Crescent moon                                                 | 03-08-2013            | -                     |                 |              | Nr. 82 in de Single Top 100                      |
| Does the price fit the goods                                  | 03-08-2013            | -                     |                 |              | Nr. 91 in de Single Top 100                      |
| Close to you                                                  | 28-05-2013            | 10-08-2013            | 22              | 5            | Re-entry / Nr. 5 in de Single Top 100            |
| Fear not                                                      | 19-02-2015            | 28-02-2015            | tip17           | -            | met Carice van Houten                            |

### NPO Radio 2 Top 2000
| Nummer met noteringen in de NPO Radio 2 Top 2000 | '13  | '14  | '15  | '16  | '17  |
| ------------------------------------------------ | ---- | ---- | ---- | ---- | ---- |
| Close to You                                     | 1520 | 1079 | 1283 | 1762 | 1917 |

1. ↑  Een vetgedrukt getal geeft de hoogste notering aan.
2. ↑  2013 was het eerste jaar met een notering voor dit nummer.
3. ↑  Deze tabel is bijgewerkt tot en met de laatste editie (2024).